# Aérodrome de Castelsarrasin - Moissac
L’aérodrome de Castelsarrasin - Moissac (code OACI : LFCX) est un aérodrome civil, ouvert à la circulation aérienne publique (CAP), situé sur la commune de Castelsarrasin, en Tarn-et-Garonne (région Occitanie, France).
Il est utilisé pour la pratique d’activités de loisirs et de tourisme (aviation légère et aéromodélisme).

## Histoire
L’aérodrome de Castelsarrasin - Moissac est créé le 22 juin 1935 grâce aux efforts d’Henri Crestia et de ses enfants, après de longues années de démarches administratives, politiques et militaires (aide du régiment du génie).
Propriété de la communauté des communes Terres des Confluences, il est géré par le comité de gestion de l'aérodrome de Castelsarrasin.

## Installations
L’aérodrome dispose de deux pistes orientées est-ouest (10/28) :
- une piste bitumée longue de 900 mètres et large de 30 ;
- une piste en herbe longue de 900 mètres et large de 80, accolée à la première et réservée aux avions basés.

L’aérodrome n’est pas contrôlé. Les communications s’effectuent en auto-information sur la fréquence de 121,055 MHz.
S’y ajoutent :
- une aire de stationnement ;
- une aire de pique-nique
- des hangars ;
- une station d’avitaillement en carburant (100 LL)[2].

## Activités
- Aéroclub de Moissac-Castelsarrasin (ACMC)
- Centre vol à voile de Tarn-et-Garonne
- Parachutisme (Parachutisme Occitan)
- Aéromodélisme (Section Aéromodélisme Castelsarrasin - Moissac)
- Culture et patrimoine aéronautique (Espace Aéronautique Culturel)
- Association Breguet XIV (Association Breguet XIV)
- Voltige aérienne (Midi-Pyrénées Voltige)